# Henri Lerambert

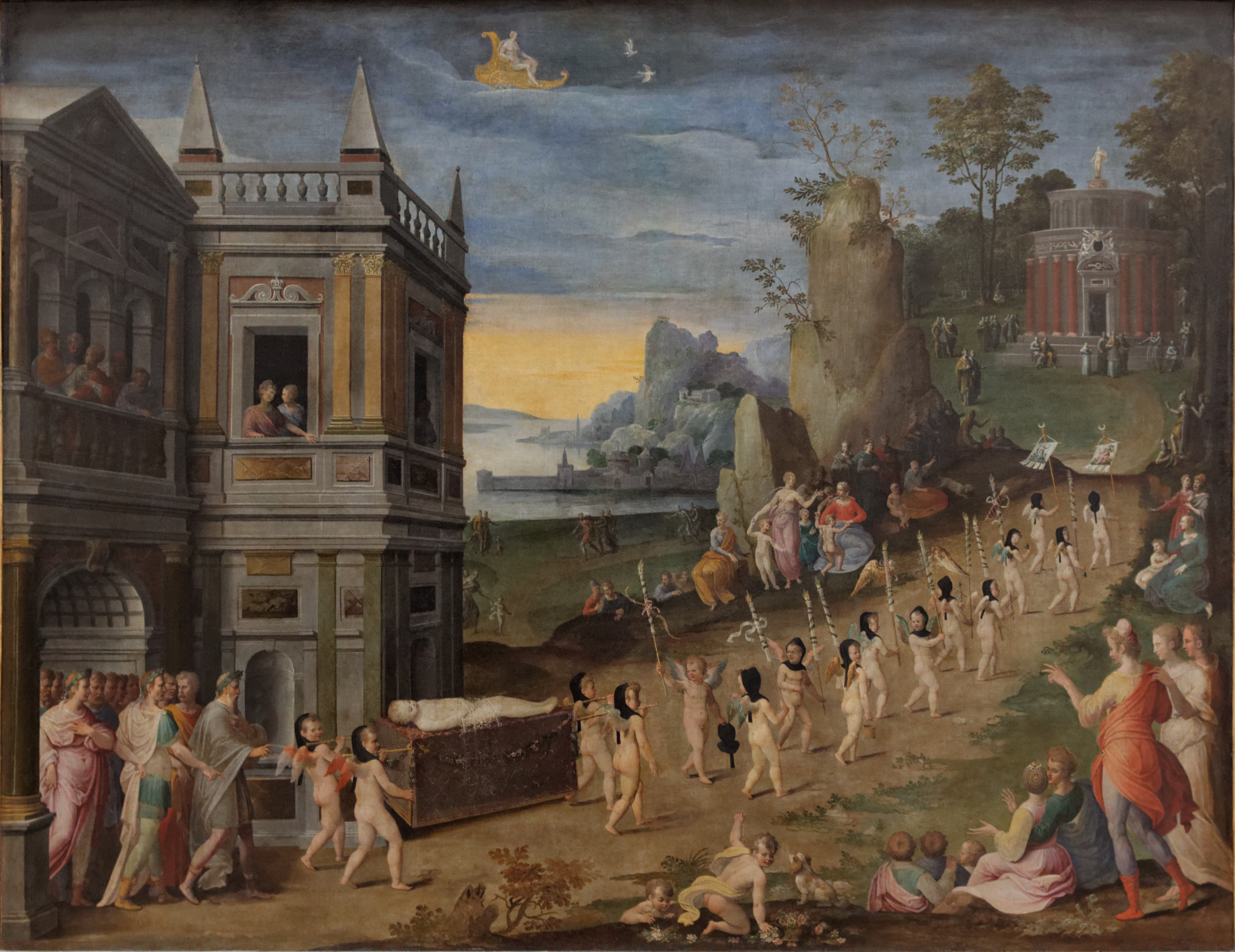
Les Funérailles de l'Amour, huile sur toile, Paris, musée du Louvre.

Henri Lerambert (né vers 1550, mort à Paris le 10 septembre 1608), est un peintre français de la Renaissance, connu comme décorateur et auteur de cartons de tapisseries.

## Biographie
Henri Lerambert appartient à une famille d'artistes, et plusieurs membres de la dynastie firent au XVIIe siècle une carrière de sculpteur ou de graveur. Son père Louis Lerambert est sculpteur et maître maçon. Ses frères Louis I Lerambert et Pierre Lerambert sont sculpteurs. 
Les premières traces d'activité d'Henri Lerambert apparaissent sur le chantier du château de Fontainebleau, où il est documenté dès 1568-1570, et travaille sous la direction du Primatice. Il est reçu « maître peintre » entre 1573 et 1576. On lui attribue les modèles de la "chapelle" commandée par Henri de Navarre en 1573 (Sens, trésor de la cathédrale). 
En 1584, il reçoit commande d'une suite de cartons pour la tenture de La Vie du Christ, destinée à orner l'intérieur de l'église Saint-Merry de Paris (dessins conservés à la Bibliothèque nationale de France).  
Il s'installe à Paris en 1586, se marie en 1588. 
Nommé peintre ordinaire du Roi en 1591, puis « peintre des tapisseries du roi » en 1600, il est directement lié au renouveau de la tapisserie parisienne à la fin du XVIe siècle : il participe à l'élaboration des cartons pour les tentures de L'Histoire d'Artémise (à partir d'une suite de dessins commencée par Antoine Caron), de L'Histoire de Coriolan, et de L'Histoire de Diane, en prenant la succession de Toussaint Dubreuil. 
On conserve de sa main quelques rares peintures, qui témoignent de l'héritage de Jean Cousin le Jeune et d'Antoine Caron, notamment dans les Funérailles de l'Amour du Louvre, et deux tableaux peints en 1591 (église de Marolles) provenant peut-être de la chartreuse de Bourg-Fontaine. On lui attribue également un grand nombre de dessins, préparatoires aux tentures, ou isolés, peut-être liés à des décors disparus ou destinés à être gravés. 
Il meurt en septembre 1608, âgé d'environ 58 ans. 

## Liste des peintures

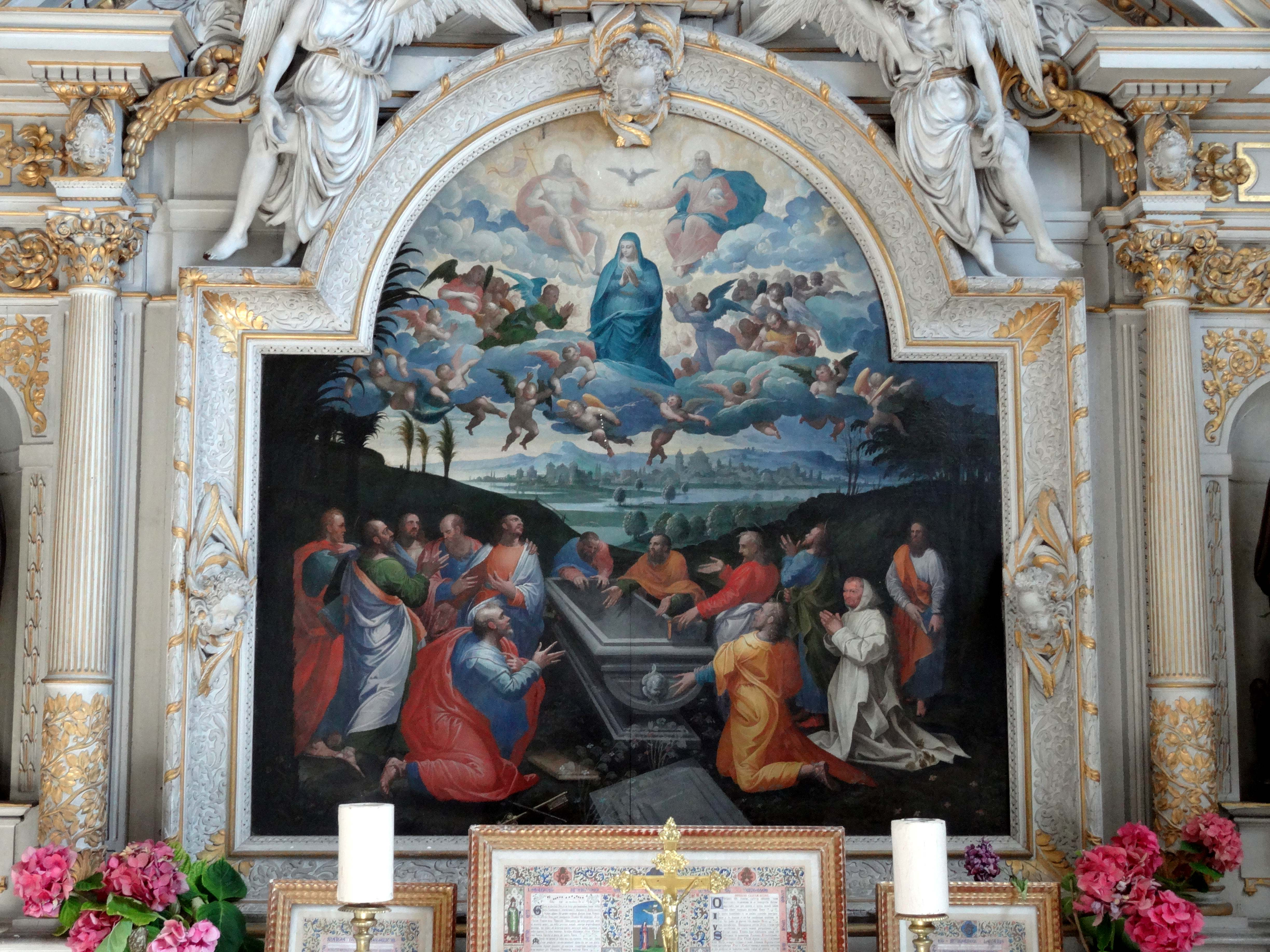
L'Assomption, Marolles, église

- Le Baptême du Christ, 1591, Marolles (Oise), église
- L'Assomption, 1591, Marolles (Oise), église
- Le Christ au jardin des Oliviers, Fontaine-le-Port, église Saint-Martin
- Les Funérailles de l'Amour, Paris, musée du Louvre (récemment réattribué à Antoine Caron)
- Le Christ et la femme adultère, Nantes, musée d'Arts (récemment réattribué à Antoine Caron)